# 大原法律公務員専門学校

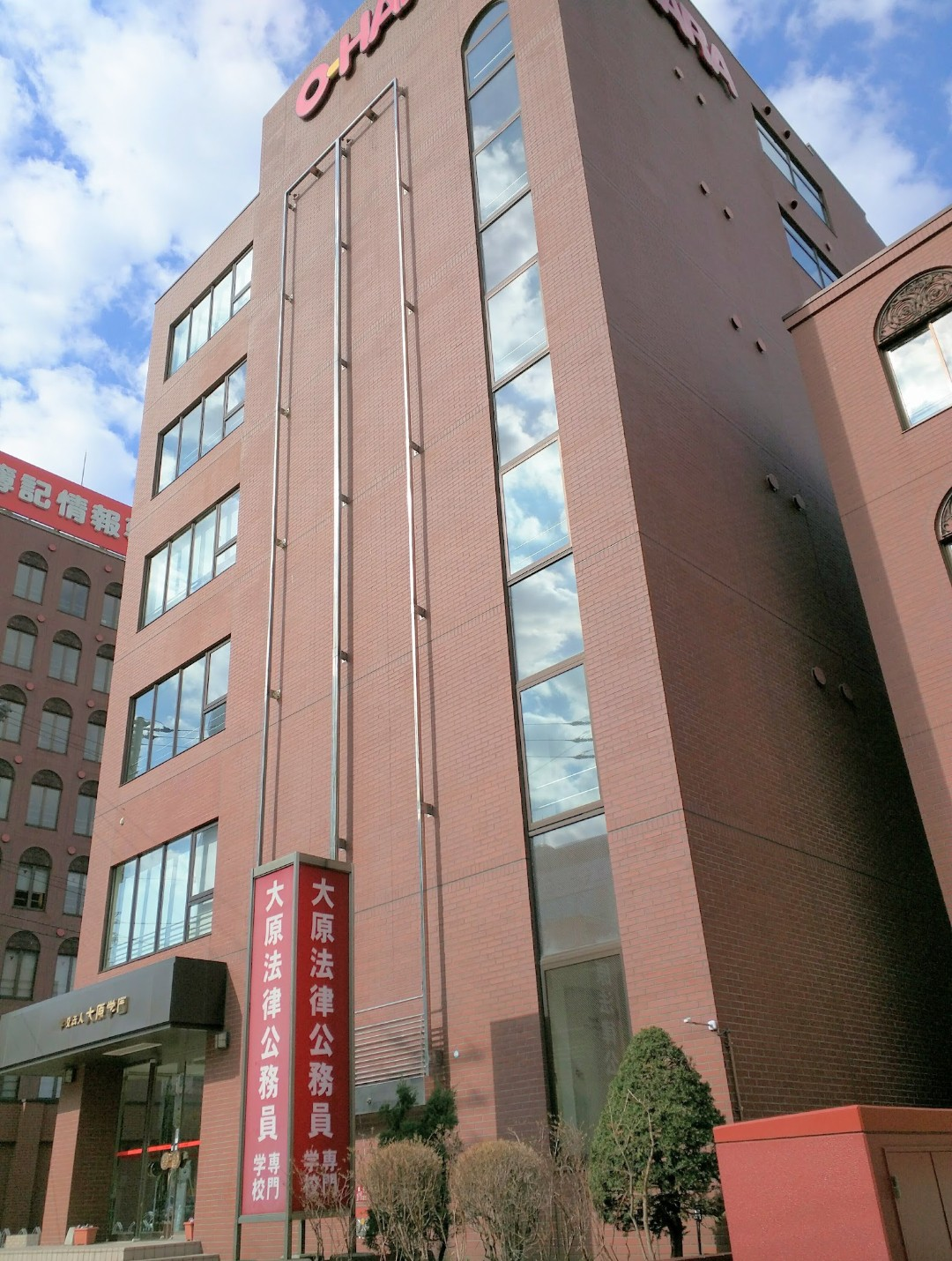
大原法律公務員専門学校

大原法律公務員専門学校（おおはらほうりつこうむいんせんもんがっこう）とは、北海道札幌市北区北6条西8丁目にある専門学校。運営は学校法人大原学園グループ。コマーシャルメッセージで「本気になったら大原」というフレーズを展開している。
JR札幌駅西出口から徒歩5分。札幌市営地下鉄さっぽろ駅から徒歩5分、西11丁目駅から徒歩10分。
学校法人大原学園は1957年に各種学校としてスタートし、1976年に専修学校、1982年に学校法人化がなされた。同年、札幌に大原簿記専門学校（現・大原簿記情報専門学校札幌校）として学校が設置された。2002年には公務員試験合格を目標とした大原法律公務員専門学校が開校し、北海道内の専門学校の中心的な存在の一つとなっている。合格率は、北海道専門課程（札幌校・函館校）の公務員１次・筆記試験で、95.6%である（2021年3月31日現在）。
専門課程（大原法律公務員専門学校）の他に、社会人や大学生を対象とした社会人課程（資格の大原札幌校）も置かれている。公認会計士や税理士等の会計系資格の講座は大原簿記情報専門学校札幌校で、社会福祉士や介護福祉士等の福祉系資格の講座は大原医療福祉専門学校で開講しており、大原法律公務員専門学校では公務員講座、社会保険労務士講座、行政書士講座、中小企業診断士講座、宅建士講座等が開講している。

## コース・学科（専門課程）

### 設置学科
- 法律行政2年制学科
- 法律行政1年制学科
- 法律行政夜間学科

### 設置コース
- 公務員II種・上中級コース
- 公務員III種・初級2年制コース
- 消防警察官2年制コース
- 公務員1年制コース
- 公務員夜間1年制コース
- ビジネス公務員コース
- 情報公務員コース